# 인크레더블 2
《인크레더블 2》(영어: Incredibles 2)는 2018년에 개봉된 미국의 3D 컴퓨터 애니메이션 슈퍼히어로 영화다. 2004년 영화 《인크레더블》의 후속작이며, 전작과 마찬가지로 브래드 버드가 각본과 감독을 맡았고 픽사에서 제작하였다. 2018년 6월 15일에 아이맥스로 개봉되었다.

## 줄거리
신드롬을 물리친 지 3개월 후, 파 가족(별칭 인크레더블)과 루시어스 베스트(별칭 프로존)는 언더마이너와 싸워 그가 시청을 파괴하는 것을 막지만 그가 은행을 털고 탈출하는 것을 막을 수는 없다. 부수적인 피해로 인해 정부는 슈퍼히어로 재배치 프로그램을 종료하고 슈퍼히어로의 재정 지원을 거부했다. 바이올렛의 짝사랑 토니 라이딘저가 그녀의 슈퍼히어로 정체성을 발견했을 때 릭 디커 요원은 실수로 토니의 사건뿐 아니라 그녀에 대한 전체 기억을 지운다.
윈스턴 디버라는 부유한 사업가와 데브테크라는 미디어 및 통신 거인을 운영하는 그의 여동생 에블린은 루시어스, 헬렌(별칭 일래스티걸) 및 밥(별칭 미스터 인크레더블)에게 비밀 임무를 제안한다. 이들은 슈퍼히어로에 대한 대중의 신뢰를 회복하기 위해 기록되고 공개될 것이다. 윈스턴은 초기 임무를 위해 헬렌을 선택하여 그녀가 남자보다 사고가 덜 발생한다고 믿는다. 밥은 전업 부모로서의 새로운 역할을 수행하는 데 어려움을 겪고 있으며 동시에 대시의 수학 숙제, 토니의 기억력 삭제로 인해 첫 데이트를 위해 서있는 것에 대한 바이올렛의 가슴 아픈 일, 아기 잭잭의 급증으로 인한 혼란을 동시에 처리하려고 노력한다.
에드나 모드는 잭잭의 능력을 제어하는 데 도움이 되는 슈트를 개발한다. 뉴 어벰 시에서 헬렌은 모니터를 해킹하여 최면 이미지를 투사하는 "스크린슬레이버"라는 슈퍼 악당을 만난다. 그가 붐비는 통근 열차를 파괴하는 것을 막고 대사를 죽이려는 그의 시도를 저지한 후, 그녀는 그를 아파트 건물로 추적하고 그가 그의 행동을 기억할 수 없다고 말하는 피자 가게 노동자로 그의 가면을 벗긴다. 스크린슬레이버의 체포를 축하하는 파티에서 윈스턴은 자신의 호화 요트인 에버저스트에서 주최하는 슈퍼를 합법화하기 위한 세계 지도자 정상 회담을 발표한다.
헬렌은 피자 가게 직원이 스크린슬레이버가 아니라 최면 고글에 의해 통제되고 있음을 발견했다. 진정한 스크린슬레이버 인 에블린은 헬렌에게 고글을 강요하고 그녀의 스트레칭 능력을 제한하기 위해 냉동실에 그녀를 구속한다. 에블린은 그녀와 윈스턴의 부모의 죽음에 대해 대중이 수퍼에 의존한다고 비난한다. 그들의 아버지는 그를 구하기 위해 슈퍼히어로에게 연락하려 하다가 강도들에게 살해당했고(이 비극은 슈퍼히어로들이 강제로 숨은 직후였음), 그들의 어머니는 나중에 애도하며 사망했다. 에블린은 오빠의 정상 회담을 방해하여 모든 수퍼의 명성을 돌이킬 수 없을 정도로 더럽힐 계획이다.
에블린은 밥을 함정으로 유인하고 최면에 걸린 슈퍼 그룹을 보내 자녀를 제압한다. 루시어스는 그들을 보호하려 하지만 압도당한다. 바이올렛, 대시, 잭잭은 개조된 인크레더빌, 한때 아버지가 소유했던 슈퍼카를 타고 탈출하여 윈스턴의 요트에 도착한다. 기내에서 최면에 걸린 밥, 헬렌, 루시우스는 복수심에 불타는 스피치 페인팅 슈퍼를 위협으로 방송하고, 배의 승무원을 제압하고, 배를 뉴 어벰으로 조준하고, 조종 장치를 박살낸다. 잭잭은 헬렌의 고글을 제거한다. 그녀는 차례로 밥과 루시어스를 풀어준다. 그들은 다른 마인드 컨트롤 슈퍼를 풀어주고 모두 협력하여 요트가 도시에 충돌하는 것을 방지한다.
에블린은 비행기를 타고 탈출을 시도하지만 헬렌에게 저지당하고 체포된다. 얼마 후 슈퍼는 합법성을 되찾고 토니는 바이올렛과 함께 가족과 함께 영화를 본다. 파 가족이 진행 중인 경찰 추격전을 발견하면 바이올렛은 토니를 극장에두고 시간을 되돌리겠다고 약속한다. 그런 다음 파 가족은 인크레더블에서 추격에 참여한다.

## 성우진
| 등장인물                  | 영어 성우                  | 한국어 성우    |
| ------------------------- | -------------------------- | -------------- |
| 헬렌 파 / 일라스티걸      | 홀리 헌터                  | 이선           |
| 밥 파 / 미스터 인크레더블 | 크레이그 T. 넬슨           | 박일           |
| 바이올렛 파               | 세라 바월                  | 김연우         |
| 대시 파                   | 헉 밀너                    | 김휘수         |
| 잭잭 파 (몬스터 잭잭)     | 일라이 푸실 (닉 버드)      | 없음           |
| 루시어스 베스트 / 프로존  | 새뮤얼 L. 잭슨             | 장승길         |
| 에드나 모드               | 브래드 버드                | 이윤선         |
| 릭 디커                   | 조너선 뱅크스              | 안종국         |
| 윈스턴 데버               | 밥 오든커크                | 윤용식         |
| 에블린 데버               | 캐서린 키너                | 김현심         |
| 보이드                    | 소피아 부시                | 박고운         |
| 토니 라이딘저             | 마이클 버드                | 심규혁         |
| 대사                      | 이사벨라 로셀리니          | 최문자         |
| 시장                      | 배리 보스트윅              | 심규혁         |
| 언더마이너                | 존 라첸버거                | 정승욱         |
| 스크린 슬레이버           | 빌 와이즈                  | 황창영         |
| 크러셔                    | 필 러마                    | 곽윤상         |
| 채드 브렌틀리             | 애덤 게이츠                | 한신           |
| 헬릭트릭스                | 필 러마                    | 김현욱         |
| 리플럭스                  | 폴 아이딩                  | 황창영         |
| 형사 콤비                 | 지어 번스, 애덤 로드리게스 | 김현욱, 박상훈 |
| 허니 베스트               | 킴벌리 어데어 클라크       | 김채하         |

## 논란
- 미국에서는 인크레더블 2 상영중 스크린 슬레이버 장면에서 흑백화면에 깜빡거리는 스트로브 효과가 어두운 극장에서 이런효과는 일부 관객들은 발작, 편두통, 만성질환 발작증상 유발할 수 있다. 월트 디즈니 스튜디오 모션 픽처스 측부터 영화관람 개선조치로 영화상영전 경고문을 넣었다.